# 加賀乙彦
加賀 乙彦（かが おとひこ、1929年〈昭和4年〉4月22日 - 2023年〈令和5年〉1月12日）は、日本の小説家、医学者（犯罪心理学）、精神科医。勲等は旭日中綬章。学位は医学博士（東京大学・1960年）。日本芸術院会員、文化功労者。本名は小木 貞孝（こぎ さだたか）で、本名でも著作がある。
東京大学医学部助手、東京大学医学部脳研究所助手、東京拘置所医務部技官、フランスのパリ大学サンタンヌ病院とサンヴナン病院の医師、東京大学医学部附属病院精神科助手、東京医科歯科大学医学部助教授、上智大学文学部教授などを歴任した。
東大を卒業してフランスに留学した後、『帰らざる夏』（1973年）で谷崎潤一郎賞を受賞。ほかに『フランドルの冬』（1967年）、『宣告』（1979年）、『湿原』（1985年）『炎都』（1996年）を執筆した。精神科医としての研究も踏まえて、生の問題について描き続けた。

## 来歴

### 生い立ち
東京府東京市芝区三田に生まれ、市内の淀橋区西大久保（現・東京都新宿区歌舞伎町）に育つ。母方の祖父は医師・発明家の野上八十八。父の小木孝次は安田生命のエリート社員で、のち、取締役。
大久保小学校5～6年の頃、新潮社の世界文学全集を耽読したことが、後年長篇作家になる素地を培ったという。太平洋戦争下の1942年（昭和17年）4月に東京府立第六中学校へ入学。翌年4月、100倍の倍率を突破して名古屋陸軍幼年学校に入学するも、在学中の1945年（昭和20年）に敗戦を迎えたため軍人への道が絶たれ、同年9月に東京府立第六中学校へ復学。同年11月、旧制都立高等学校理科に編入学した。1949年（昭和24年）3月に旧制都立高校理科卒業し、4月に東京大学医学部へ入学。1953年（昭和28年）3月に卒業した。

### 医学者として
東大精神科、同脳研究所、東京拘置所医務部技官を経た後に、1957年（昭和32年）よりフランス留学を果たす。フランスに向かう船中で私費留学生の辻邦生と知り合う。
パリ大学サンタンヌ病院、北仏のサンヴナン病院に勤務し、1960年（昭和35年）に帰国。同年、医学博士号を取得した（学位論文「日本に於ける死刑ならびに無期刑受刑者の犯罪学的精神病理学的研究」）。東京大学附属病院精神科助手を経て、1965年（昭和40年）に東京医科歯科大学犯罪心理学研究室助教授に就任。1969年（昭和44年）から1979年（昭和54年）まで上智大学文学部教授を務めた。

### 小説家として

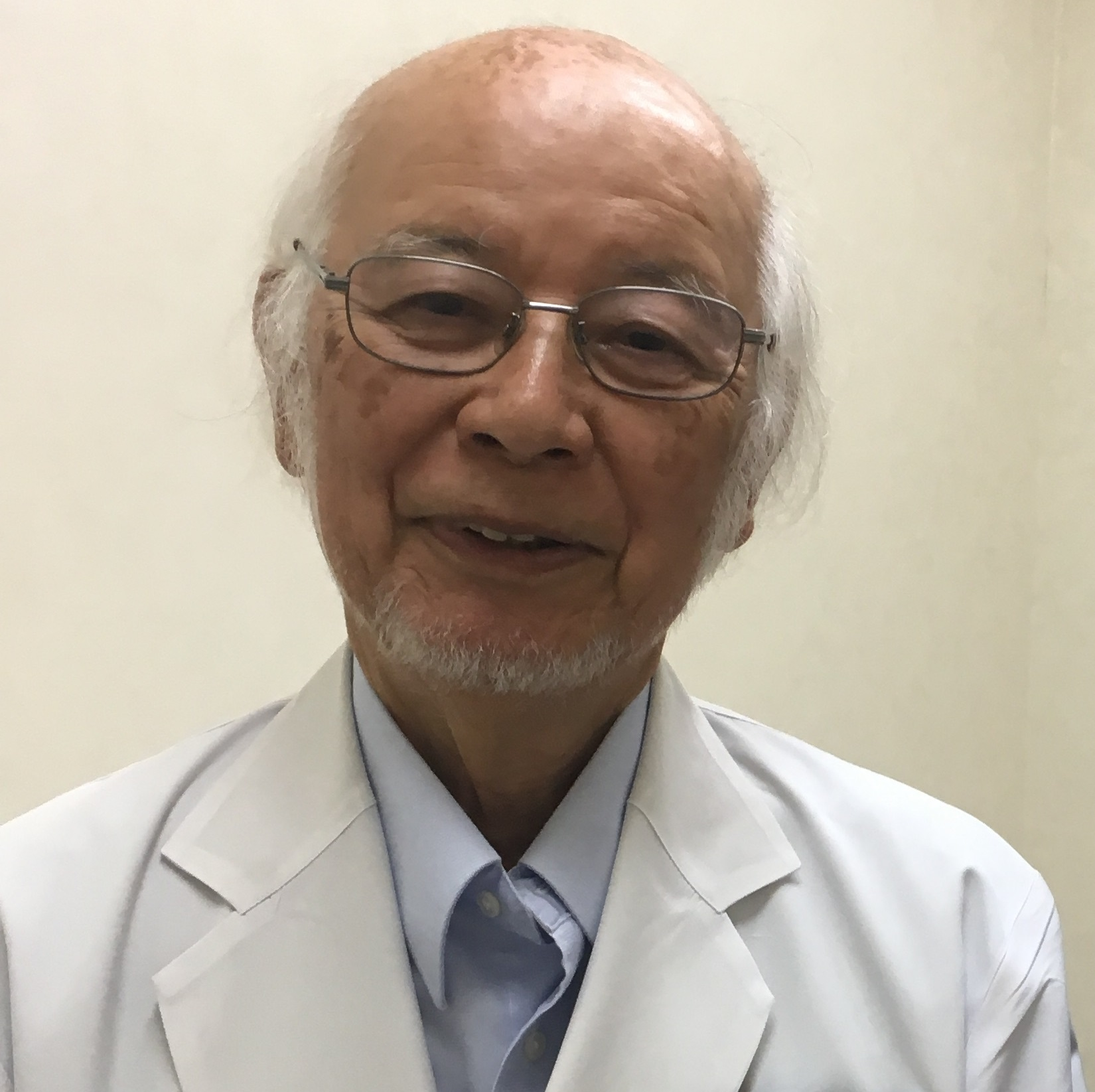
2017年8月24日、東京都にて

1964年（昭和39年）、立原正秋主催の同人誌『犀』に参加し、高井有一、岡松和夫、白川正芳、佐江衆一、金子昌夫、後藤明生らと知り合う。また、辻邦生を通じて、同人誌『文芸首都』にも参加。この頃、久里浜特別少年院で犯罪心理学者として非行少年の調査を行う。
1968年（昭和3年）、長編『フランドルの冬』の第一章を太宰治賞に応募し、候補作として『展望』に掲載され、その後全体を刊行して芸術選奨新人賞を受賞した。同年には、短編「くさびら譚」で第59回芥川賞候補にもなる。5年後の1973年（昭和48年）に、『帰らざる夏』で谷崎潤一郎賞を受賞、同年活躍した小川国夫、辻邦生とともに「73年三羽ガラス」と呼ばれたが、江藤淳がかれらを「フォニイ」（贋物。「内に燃えさかる真の火を持たぬままに文を書き詩を作る人間」）と批判したため、江藤と平岡篤頼の「フォニイ論争」を引き起こした。
1979年（昭和54年）から文筆に専念。同年に『宣告』で日本文学大賞受賞。1986年（昭和61年）に『湿原』で大佛次郎賞受賞。
翌年のクリスマス（58歳）に妻とともにカトリックの洗礼を受ける。代父母は交流があった遠藤周作夫妻。。
1998年（平成10年）に『永遠の都』で第48回芸術選奨文部大臣賞受賞。2000年（平成12年）、日本芸術院会員。2005年（平成17年）、旭日中綬章受章。2011年、文化功労者。2012年（平成24年）、『雲の都』（全5巻完結）により毎日出版文化賞特別賞を受賞。2021年（令和3年）には宮中歌会始の召人に選ばれた。
2023年（令和5年）1月12日、老衰のため死去。93歳没。叙従四位。
東京都文京区本郷の仕事場に、1949年（昭和24年）から2021年（令和3年）11月までつけていた日記が遺されていたのを長男が確認し、一部を『読売新聞』が調査して記事で内容を紹介した。

#### TV出演
- NHK『こころの時代』「作家・加賀乙彦 信ずることの恵み」（2003年11月2日放送、2023年6月4日アーカイブ放送Eテレ、2023年6月10日アーカイブ再放送Eテレ）[12]
- NHK『あの人の戦争体験』「あの日 昭和20年の記憶:自宅の前が進駐軍の便所になった 昭和20年10月10日の出来事と新聞記事。加賀乙彦さんの証言。安西冬衛の日記」（2005年10月10日放送）

## 人物・主張
- 室生犀星とは7親等の血縁。労働衛生学者の小木和孝は実弟で東京大学医学部の後輩でもある。娘はQVCジャパンショッピングナビゲーターの加賀真帆[13]。
- 長野県軽井沢町に別荘を所有しており、「僕は執筆に行き詰まると、必ずここに来るんです。すると、不思議なことにとたんに書けるようになる」といい、同地で執筆に励んだほか、同じく軽井沢にいた学者や作家仲間の鈴木道彦、原卓也、加藤周一、小島信夫、中村真一郎、遠藤周作、北杜夫、矢代静一らと交流した[14][15]。1998年より、軽井沢高原文庫の館長を務める[14]。
- アイススケートが長年の趣味で、フィギュアスケートを習っていたこともあった[15]。本郷の自宅にいる時は午前中、執筆前に滑るのを日課としており[16]、別荘のある軽井沢ではプリンスホテルのスケートセンターを愛用していた。フィギュアスケートを題材にした「スケーターワルツ」という小説もある。
- オウム真理教事件において、弁護士に依頼され麻原彰晃に接見し、訴訟能力はなく治療すべきであると結論づけた[17][18]。
- 死刑囚の苦しみを描いた『宣告』が代表作で、死刑廃止論者と見られている。
- 80代になっても都内の精神科病院へ月2回は出向き、50人ほどの患者を診察していた[19]。

## 受賞・栄典
- 1968年：『フランドルの冬』で芸術選奨文部大臣新人賞
- 1973年：『帰らざる夏』で第9回谷崎潤一郎賞
- 1979年：『宣告』で第11回日本文学大賞
- 1986年：『湿原』で第13回大佛次郎賞
- 1998年：『永遠の都』で第48回芸術選奨文部大臣賞
- 1999年：『高山右近』で日本芸術院賞、第4回井原西鶴賞
- 2000年：日本芸術院会員
- 2005年：旭日中綬章
- 2007年：文京区区民栄誉賞
- 2011年：文化功労者、文京区名誉区民
- 2012年：『雲の都』で第66回毎日出版文化賞・企画特別賞
- 2016年：第5回歴史時代作家クラブ賞・特別功労賞

## 役職
- 日本文藝家協会理事（1986年 - ）
- 日本ペンクラブ理事（1988年 - ）、副会長（1997年 - 2003年[1]）、顧問
- 軽井沢高原文庫館長（1998年 - ）
- 森鴎外記念館名誉館長
- 周作クラブ会長

## 著書（加賀名義）

### 単著
- 『フランドルの冬』（筑摩書房 1967年、のち新潮文庫、角川文庫）
- 『風と死者』（筑摩書房 1969年、のち角川文庫）
- 『文学と狂気』（筑摩書房 1971年）
- 『荒地を旅する者たち』（新潮社 1971年）
- 『夢見草』（筑摩書房 1972年、のち角川文庫）
- 『帰らざる夏』（講談社 1973年、のち講談社文庫、文芸文庫）
- 『ドストエフスキイ』（中公新書 1973年）
- 『虚妄としての戦後』（筑摩書房 1974年）
- 『異郷』（集英社 1974年、のち集英社文庫）
- 『現代若者気質』（講談社現代新書 1974年）
- 『死刑囚と無期囚の心理』（小木貞孝名義 金剛出版 1974年）
- 『あの笑いこけた日々』（角川書店 1975年）
- 『春秋二題』（沖積舎 1975年）
- 『黄色い毛糸玉』（角川書店 1976年）
- 『頭医者事始』（毎日新聞社 1976年、のち講談社文庫）
- 『日本の長篇小説』（筑摩書房 1976年 「日本の10大小説」ちくま学芸文庫）
- 『仮構としての現代』（講談社 1978年）
- 『宣告』（新潮社 1979年、のち新潮文庫）
- 『私の宝箱』（集英社 1979年）
- 『死刑囚の記録』（中公新書 1980年）
- 『頭医者青春記』（毎日新聞社 1980年、のち講談社文庫）
- 『見れば見るほど…』（日本経済新聞社 1980年、のち中公文庫）
- 『イリエの園にて』（集英社 1980年）
- 『犯罪』（河出書房新社 1980年、のち河出文庫）
- 『生きるための幸福論』（講談社現代新書 1980年）
- 『犯罪ノート』（エッセイ集 潮出版社 1981年、のち文庫）
- 『作家の生活』（エッセイ集 潮出版社 1982年）
- 『戦争ノート』（エッセイ集 潮出版社 1982年）
- 『錨のない船』（講談社 1982年、のち文芸文庫）
- 『頭医者留学記』（毎日新聞社 1983年 のち講談社文庫）
- 『加賀乙彦短篇小説全集』（全5巻 潮出版社 1984年 - 1985年）
- 『読書ノート』（エッセイ集 潮出版社 1984年）
- 『残花』（潮出版社、1984年）
- 『くさびら譚』（成瀬書房 1984年）
- 『湿原』（朝日新聞社 1985年、のち新潮文庫）
- 『フランスの妄想研究』（「小木貞孝」名義 金剛出版 1985年）
- 『スケーターワルツ』（筑摩書房 1987年、のちちくま文庫）
- 『キリスト教への道』（みくに書房 1988年）
- 「永遠の都」
  - 『岐路』（新潮社 1988年 「永遠の都」新潮文庫）
  - 『小暗い森』（新潮社 1991年 「永遠の都」新潮文庫）
  - 『炎都』（新潮社 1996年 「永遠の都」文庫）

（「永遠の都」1-7 新潮文庫は、「岐路」「小暗い森」「炎都」をつなげて改題したもの)
- 『母なる大地』（潮出版社 1989年）
- 『ゼロ番区の囚人』（ちくま文庫 1989年）
- 『ヴィーナスのえくぼ』（中央公論社 1989年 のち中公文庫）
- 『ある死刑囚との対話』（弘文堂 1990年）
- 『加賀乙彦評論集』（上下巻 阿部出版 1990年）
- 『海霧』（潮出版社 1990年 新潮文庫）
- 『生きている心臓』（講談社 1991年 文庫）
- 『脳死・尊厳死・人権』（潮出版社 1991年）
- 『悠久の大河 中国紀行』（潮出版社 1991年）
- 『私の好きな長編小説』（新潮選書 1993年）
- 『日本人と宗教』（対談集 潮出版社 1996年）
- 『生と死と文学』（潮出版社 1996年）
- 『鴎外と茂吉』（潮出版社 1997年）
- 『聖書の大地』（日本放送出版協会 1999年）
- 『高山右近』（講談社 1999年 文庫）
- 『雲の都』第1-5部 （新潮社 2002年 - 2012年）
- 『夕映えの人』（小学館 2002年）
- 『ザビエルとその弟子』（講談社 2004年 のち文庫）
- 『小説家が読むドストエフスキー』（集英社新書 2006年）
- 『悪魔のささやき』（集英社新書 2006年）
- 『不幸な国の幸福論』（集英社新書、2009年）
- 『科学と宗教と死』（集英社新書、2012年）
- 『加賀乙彦 自伝』（集英社、2013年）
- 『ああ父よ ああ母よ』（講談社、2013年）
- 『日本の古典に学びしなやかに生きる』（集英社、2015年）
- 『殉教者』（講談社、2016年）※ペトロ岐部を描く
- 『ある若き死刑囚の生涯』ちくまプリマー新書 2019年
- 『死刑囚の有限と無期囚の無限 精神科医・作家の死刑廃止論』コールサック社、2019年
- 『妻の死 加賀乙彦自選短編小説集』幻戯書房、2019年
- 『わたしの芭蕉』講談社、2020年

### 共編著
- 『芸術と狂気』（徳田良仁との共編著 造形社 1971年）
- 『嫌われるのが怖い 精神医学講義』（笠原嘉との対談 朝日出版社 1981年 (Lecture books) ）
- 『脳死と臓器移植を考える』（編 岩波書店 1990年）
- 『野田弘志の文筐』（米倉守との共編 東邦アート 1991年）
- 『死の淵の愛と光』（編 弘文堂 1992年）
- 『光と風のなかで 愛と音楽の軌跡』（遠山慶子との共著 弥生書房 1993年）
- 『日本の名随筆 別巻 69 秘密』（編 作品社 1996年）
- 『素晴らしい死を迎えるために 死のブックガイド』（柳田邦男・アルフォンス・デーケンとの共著、編著 太田出版 1997年）
- 『宗教を知る 人間を知る』（河合隼雄・山折哲雄・合庭惇との共著 講談社　2002年）
- 『愛する伴侶(ひと)を失って 加賀乙彦と津村節子の対話』（津村節子との共著、集英社 2013年）
- 『「永遠の都」は何処に? TAIDAN-22世紀に向かって』岳真也との共著、牧野出版、2017年

### 外国語への翻訳
- 『錨のない船【英語】』Riding the east wind （リービ英雄訳 講談社インターナショナル 1999年） ISBN 4770028563
- 高山右近（独訳） Kreuz und Schwert: Roman über die Christenverfolgung in Japan （ラルフ・デーゲン訳 Berlin : Be.bra Verlag, c2006）

### 漫画化
- 『錨のない船』松本零士（『毎日グラフ』掲載）1991年[20]

### 本名での著作

#### 著書
- 『日本の精神鑑定』福島章、中田修、小木貞孝 編集 みすず書房 1973年
- 『死刑囚と無期囚の心理』小木貞孝 著 金剛出版 1974年
- 『フランスの妄想研究』小木貞孝 著 金剛出版 1985年

### 翻訳
- アンリ・バリュック（英語版） 著、高橋宏、黒川正則、小木貞孝 訳『精神病の治療』白水社〈文庫クセジュ〉、1956年12月5日。NDLJP:1376105。(要登録)
- モーリス・メルロ=ポンティ『知覚の現象学』第1 竹内芳郎, 小木貞孝 訳 みすず書房 1967年